# Biridiya
Biridiya (Sprache und Übersetzung des Namens sind unbekannt) war der Bürgermeister von Megiddo in der Amarna-Zeit um 1350 v. Chr. Er ist aus verschiedenen Amarna-Briefen bekannt. Bei den sogenannten Amarna-Briefen handelt es sich um die internationale Korrespondenz der Herrscher im Nahen Osten, die an den ägyptischen Königshof gerichtet war. Die Briefe sind auf Tontafeln in Keilschrift auf Akkadisch verfasst. Akkadisch war die internationale Sprache dieser Zeit. Die Briefe fanden sich durch Zufall am Ende des 19. Jahrhunderts in Amarna, das zur fraglichen Zeit die Hauptstadt Ägyptens war, und erhielten wegen des Fundortes ihren Namen. In den Briefen stellt sich die Levante als von Kleinfehden zerrissene Region dar. Die verschiedenen Stadtfürsten bitten den ägyptischen König um Beistand. Da die Briefe nicht datiert sind, bereitet es Schwierigkeiten, die Ereignisse in eine stimmige Abfolge zu bringen.
Biridiya war der Schreiber mehrerer Briefe an den ägyptischen König. Der Brief EA 242 (moderne Nummerierung, EA steht für El-Amarna) ist kurz und nicht gut erhalten. Er beginnt mit der Anrede an den ägyptischen Herrscher, in der sich Biridiya unterwürfig zeigt: dein loyaler Diener, ich werfe mich nieder zu den Füßen des Königs, mein Herr, meine Sonne. Biridiya war ein Vasall, ebenbürtige Herrscher bezeichneten sich gegenseitig als Bruder. Er berichtet darauf, dass er dem ägyptischen König 30 Ochsen und andere Tiere gesandt hatte, die dieser verlangt habe. Zum Schluss erwähnt er kurz, dass er sich in einem Krieg befinde. In Brief EA 243 berichtet Biridiya, dass er Megiddo erfolgreich gegen die Apiru verteidigt habe. Die Apiru erscheinen in zahlreichen Amarna-Briefen als Stamm, der plündernd durch die Levante zog und immer wieder Städte angriff. Brief EA 244 berichtet, dass Megiddo belagert wurde, nachdem ägyptische Bogenschützen wieder nach Ägypten zurückgekehrt waren. Der Brief berichtet auch, dass in der Stadt die Pest herrsche.
Ein weiterer Brief (EA 246) ist nicht gut erhalten. Nach der Begrüßung berichtet Biridiya, dass er die Nachricht des Königs erhalten habe. Danach schreibt er, dass die Söhne von Lab'ayuy, dem Fürsten von Schakmu, Bezahlungen an die Apiru geleistet hätten, um Biridiya zu bekriegen. Brief EA 365 bestätigt, dass Biridiya Arbeiter nach Schunama, einem Ort nahe bei Megiddo, gesandt habe, so wie es der ägyptische König verlangt hatte. Biridiya weist darauf hin, dass andere Stadtfürsten dies nicht gemacht hätten. Ein vierter Brief (EA 248) stammt von einem gewissen Yaschdata, dessen Position unbekannt ist. Er berichtet, dass er sich mit Biridiya verbündet habe.